# Bande des 160 mètres

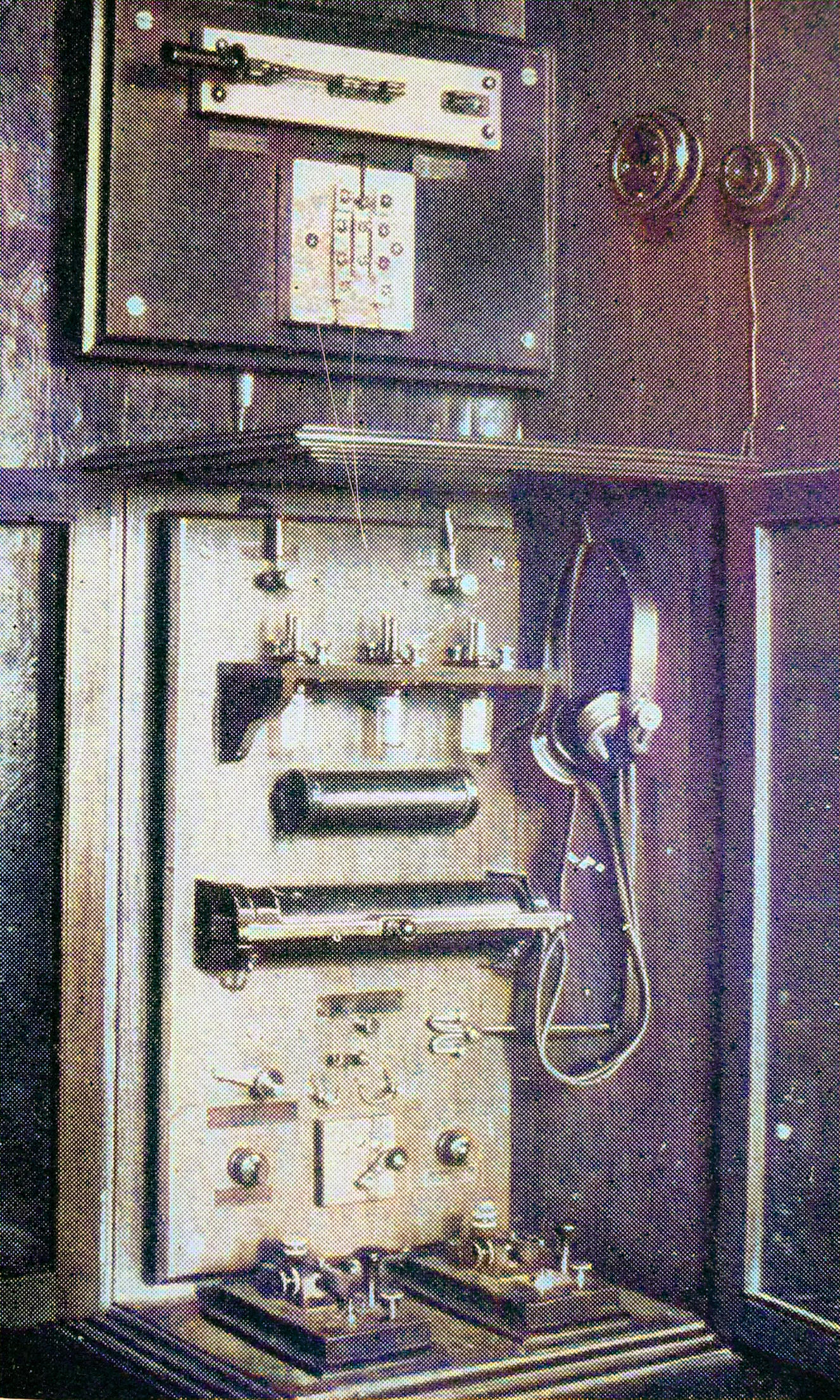
Une des premières stations privées de TSF.

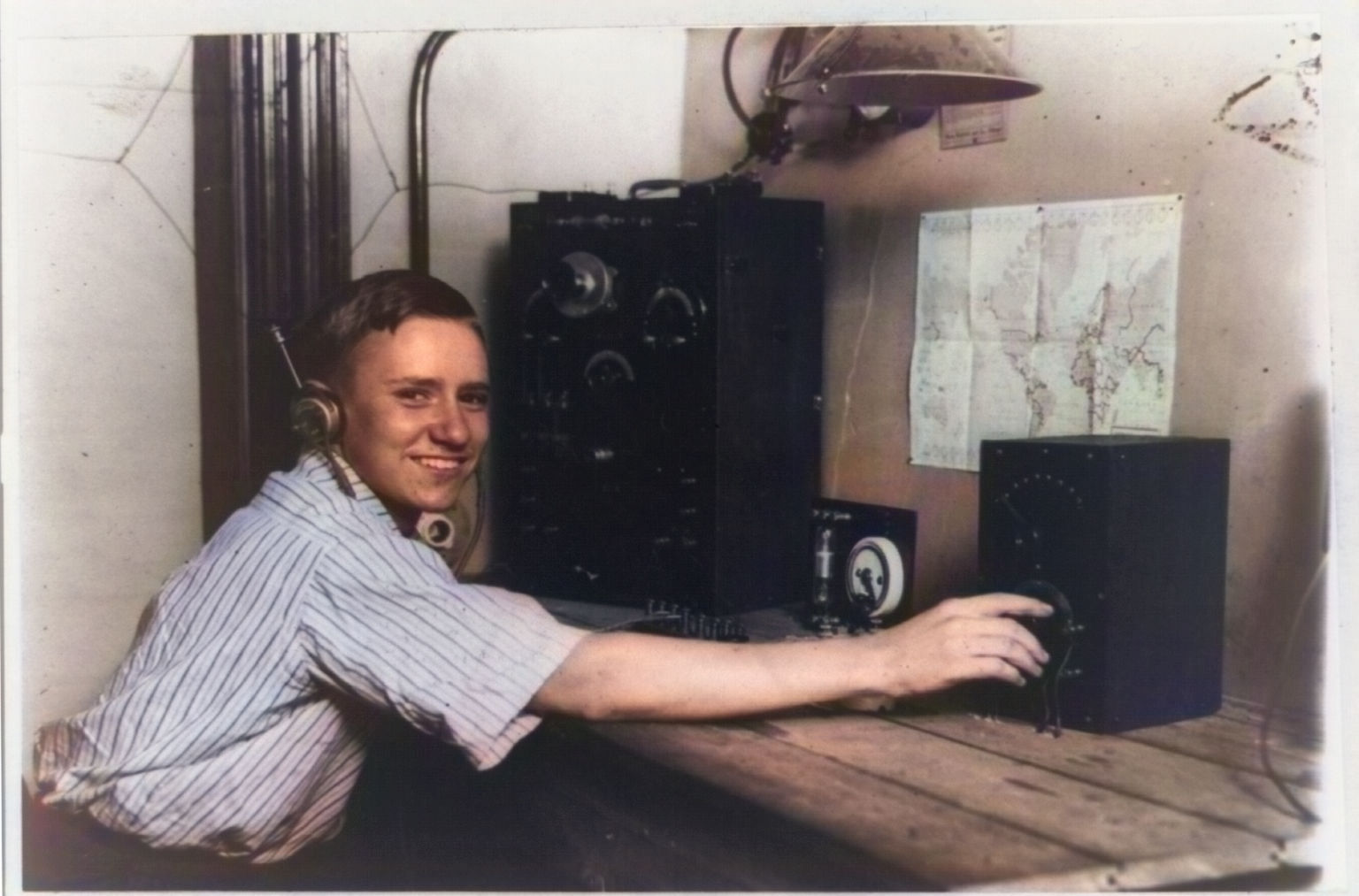
En 1922, radioamateur de quatorze ans avec l'équipement qu'il a construit.

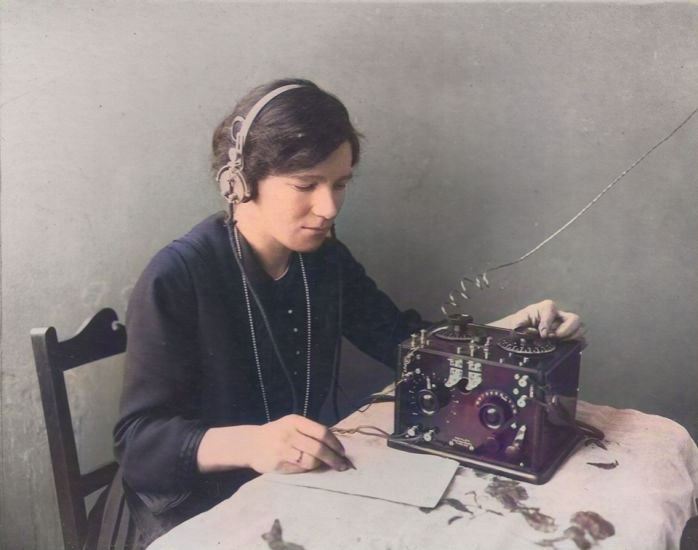
Florence Violet McKenzie avec une radio en 1922

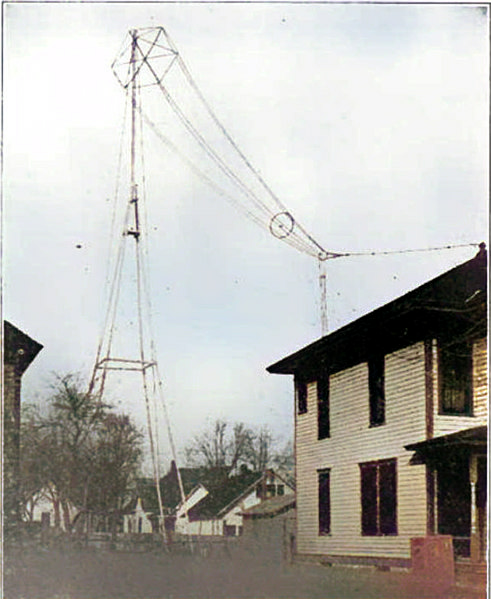
Antenne de station de radioamateur bande des 160 mètres en 1922.

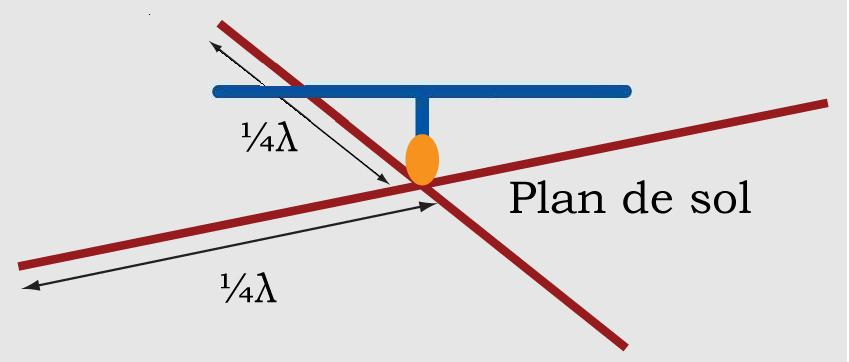
Antenne en T (de couleur bleue) sur un plan de sol en 4 radiants (de couleur rouge).

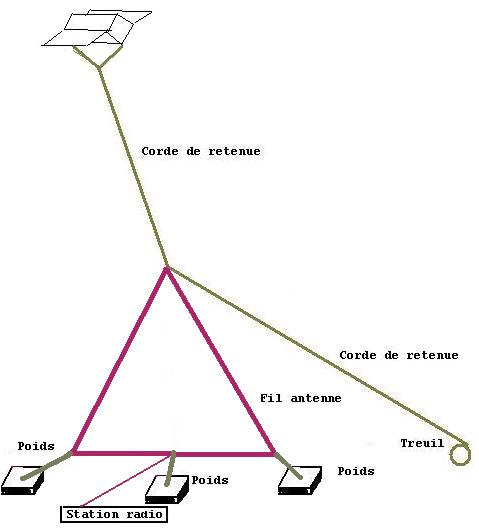
Cerf-volant porte antenne delta-loop.

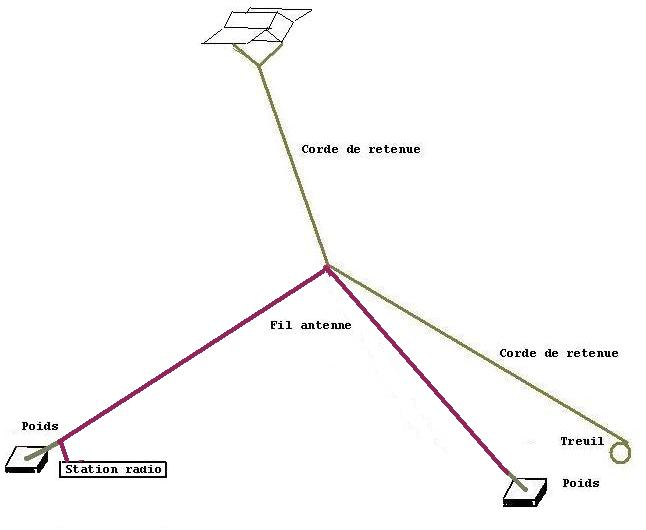
Cerf-volant portant une antenne en L renversé pour les radiocommunications

La bande 1,8 MHz, également désignée par sa longueur d'onde : 160 mètres, est une bande du service radioamateur destinée à établir des radiocommunications de loisir . Cette bande est utilisable pour le trafic radio régional. Cette bande est utilisable pour les radiocommunications continentales lorsqu’il fait nuit entre le lieu d’émission et de réception. Cette bande est utilisable pour les systèmes de transmission par le sol des radiocommunications en milieu souterrain, aussi utilisé en spéléologie.

## La bande des 160 mètres dans le monde
- La bande des "160 mètres" de 1,81 MHz à 1,85 MHz en Europe, ouest du Moyen-Orient, Afrique, nord de l'Asie (région 1 UIT) [2] ;
- La bande des "160 mètres" de 1,81 MHz à 2 MHz en Belgique ;
- La bande des "160 mètres" de 1,8 MHz à 2 MHz en Amérique  et au Groenland, (région 2 UIT) ;
- La bande des "160 mètres" de 1,83 MHz à 2 MHz en Océanie et Asie, (région 3 UIT).

### Tableau
Tableau de la bande des 160 mètres
| 160 mètres    |             | 1810 1838   | 1838 1840   | 1840 1843 | 1843 2000 |
| ------------- | ----------- | ----------- | ----------- | --------- | --------- |
| IARU Region 1 |             |             |             |           |           |
| IARU Region 2 | 1800 - 1840 | 1800 - 1840 | 1800 - 1840 |           |           |
| IARU Region 3 | 1800 - 1840 | 1800 - 1840 | 1800 - 1840 |           |           |
|               |             |             |             |           |           |

Légende
|  | = CW, data (Bande passante <200 Hz)                       |
|  | = CW, RTTY, Digimodes (Bande passante <500 Hz)            |
|  | = CW, RTTY, Digimodes, sans SSB (Bande passante <2,7 kHz) |
|  | = CW, radiotéléphonie, image (Bande passante <3 kHz)      |
|  | = CW, RTTY, Digimodes, test, radiotéléphonie, image       |

## Historique

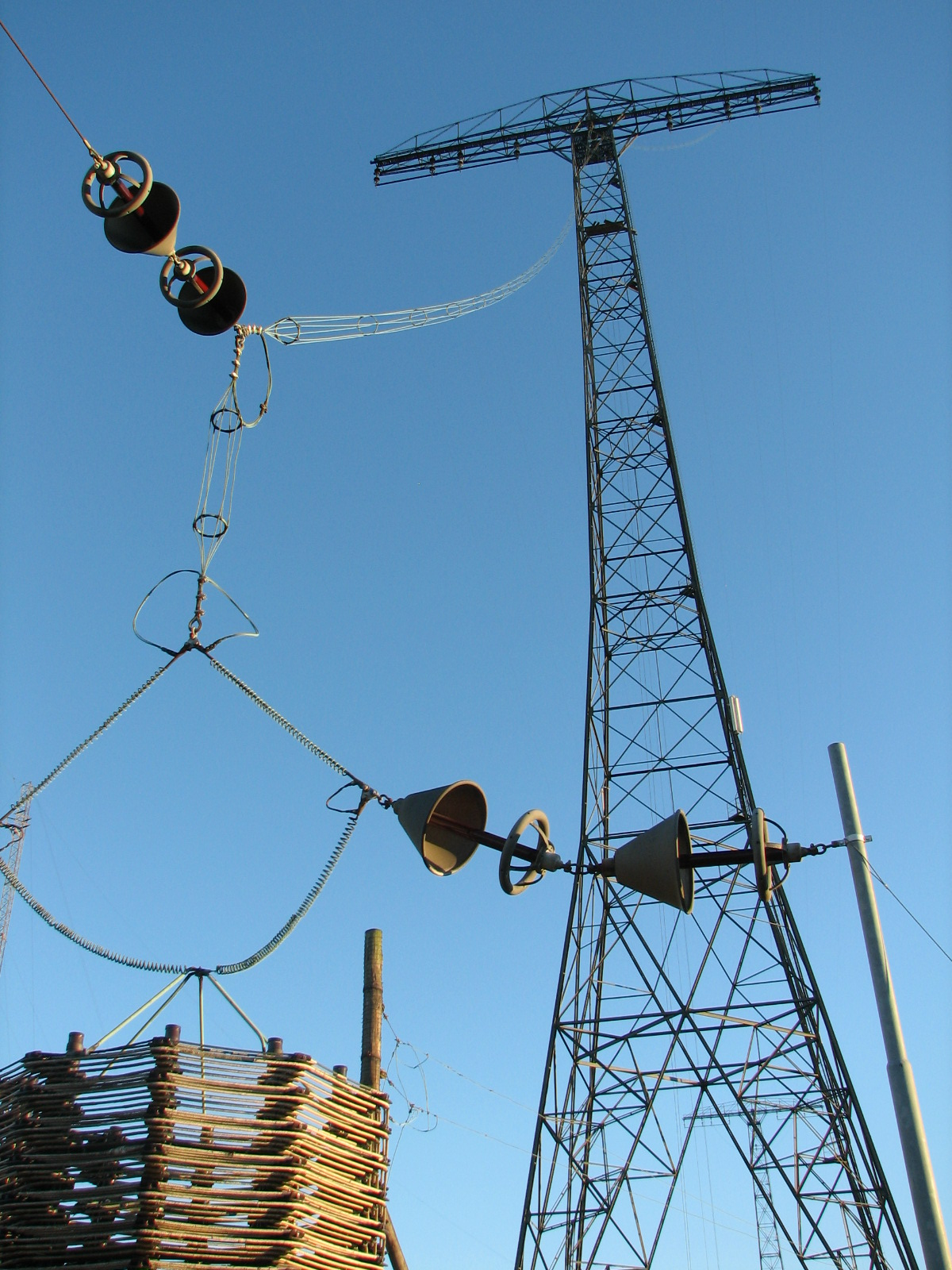
Antenne utilisable pour la bande hectométrique.

- En France, la demande pour une station privée de TSF est faite au directeur des Postes et Télégraphes du département où habite l'amateur de TSF [3],[4].
- Le 5 mars 1907 parut le décret qui classait les stations radiotélégraphiques en catégories et prévoyait des autorisations accordées par l'administration des PTT pour l'installation des stations privées et d'installations des stations temporaires.
- 1908 : l'Union des Sociétés de TSF de France est fondée.
- 1912 : Attribution des longueurs d'onde inférieures à 200 mètres (au-dessus de 1,5 MHz) aux amateurs de TSF[5].
- En France, la première bande d'amateurs de TSF est harmonisée de 175 m à 150 m (environ 1,714 MHz à 2 MHz).
- Le 13 août 1912 les stations d'amateurs des États-Unis sont limitées à une longueur d’onde de transmission n'excédant pas 200 mètres et un transformateur d’alimentation n'excédant pas 1 kilowatt[6].
- 1914 : en France, quelques amateurs de TSF (radioamateurs) de la Société de TSF française à Juvisy-sur-Orge éditent la revue « TSF » le 9 avril 1914. Quatre mois après, quelques dizaines d'amateurs de TSF étaient membres de la Société de TSF.
- 1923 : en France la bande est de 200 à 180 mètres (environ 1,5 MHz à 1,666 MHz) est utilisable par le service radioamateur[7] partagée avec la bande marine de 105 mètres à 185 mètres soit 1,62 MHz à 2,85 MHz
- 1925 Création de l'Union Internationale des Amateurs de TSF.
- 1927 en France dans les mines de Bruay essai de transmission radio souterraine sur la bande des 160 mètres par des radioamateurs (8DU l'abbé Galopin[8], F8JF Charles Pépin, F8JN Robert Marcelin et le SWL Edmond Aubry qui sera F8DU [9]). Essais d’antenne dipolaire, d’Antenne cadre, d'antenne Zeppelin, d’antenne long-fil et essais d'électrodes dans le sol.
- 1932 : La bande est de 1715 kHz à 2000 kHz[10]. Car la convention internationale des télécommunications de Madrid établi la  fréquence internationale de détresse sur 1 650 kHz en radiotéléphonie par Modulation d'amplitude[11].
- 1948 : La bande est supprimée du service d'amateurs. Attribué à la radiolocalisation (LORAN-A)[12] jusqu'au 31 décembre 1981.
- Le 1er février 1982 : La bande est réattribuée au service radioamateur[13].

## La bande des 160 mètres enEurope
Les sous-bandes recommandées par l'IARU région 1 dans la bande des "160 mètres" sont les suivantes :
- 1,81 MHz à 1,838 MHz Radiotélégraphie
- 1,838 MHz à 1,84 MHz Radiotélégraphie, digimodes
- 1,84 MHz à 1,842 MHz Radiotéléphonie, digimodes
- 1,842 MHz à 1,85 MHz Radiotéléphonie en LSB.

## La manœuvre d’une station radioamateur
Pour manœuvrer une station radioamateur dans la bande 160 mètres, il est nécessaire de posséder un Certificat d'opérateur du service amateur de classe HAREC .

## Répartition des fréquences de la bande des 160 mètres
La bande des 160 mètres est partagée entre plusieurs services*
| Fréquences en kHz | Utilisations radioamateur et Modes                                                                            |
| ----------------- | --- |
| 1 800 à 1 810     | Radio goniométrie, Radiophares (et radioamateur sauf en Afrique et en Europe en CW)                           |
| 1 810 à 1 813     | Radioamateurs en radiotélégraphie, bande des 160 mètres en CW                                                 |
| 1 813             | Dakar Radio Sénégal, Cotonou Radio Bénin 10h03 et 16h03 P: 50 W et Ostende Radio 1 kW en USB                  |
| 1 813 à 1 820     | Radioamateurs en radiotélégraphie, bande des 160 mètres en CW                                                 |
| 1 820             | Tunis Radio Tunisie (P: 1 kW) météo avis sur 2 182 kHz (navires sur 2167 ) et Ostende Radio P: 5 kW en USB    |
| 1 820 à 1 836     | Radioamateurs en radiotélégraphie, bande des 160 mètres en CW                                                 |
| 1 836             | Fréquence internationale d’appel en radiotélégraphie (radioamateurs) en CW                                    |
| 1 836 à 1 838     | Radioamateurs en radiotélégraphie, bande des 160 mètres en CW                                                 |
| 1 838 à 1 840     | Radioamateurs, bande des 160 mètres; essai spéléologie et essai télécommunications par le sol en CW/Digimodes |
| 1 840 à 1 843     | Radioamateurs, bande des 160 mètres; essai spéléologie et essai télécommunications par le sol en Digimodes    |
| 1 843 à 1 850     | Radioamateurs, bande des 160 mètres; essai spéléologie et essai télécommunications par le sol en LSB          |
| 1 851 à 1 966     | Stations côtières maritimes (et radioamateur sauf en Afrique et en Europe) en USB                             |
| 1 869             | Yarmouth MRSC météo avis sur 2 182 kHz (et radioamateur sauf en Afrique et en Europe) en USB                  |
| 1 872 à 1 878     | Stations côtières maritimes (et radioamateur sauf en Afrique et en Europe) en USB                             |
| 1 881             | Nouadhibou Radio Mauritanie météo avis sur 2 182 kHz P: 400 W en USB                                          |
| 1 884 à 1 908     | Stations côtières maritimes (et radioamateur sauf en Afrique et en Europe) en USB                             |
| 1 911             | Annaba Radio Algérie, Tanger Radio Maroc et Agadir Radio Maroc météo avis sur 2 182 kHz 1 kW en USB           |
| 1 814 à 1 950     | Stations côtières maritimes (et radioamateur sauf en Afrique et en Europe) en USB                             |
| 1 950 à 2 000     | Service maritime (et radioamateur sauf en Afrique et en Europe) en USB                                        |

## Les antennes

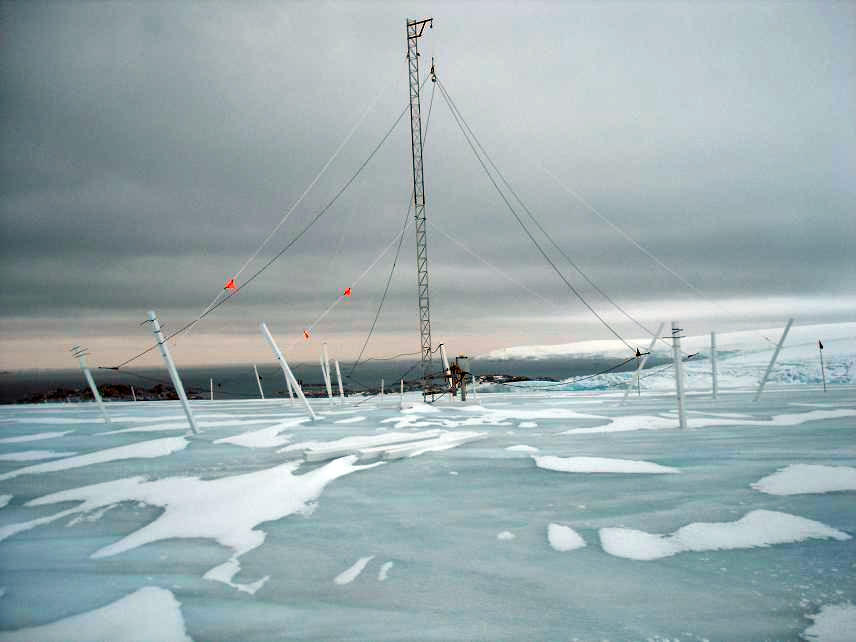
Antenne parapluie.

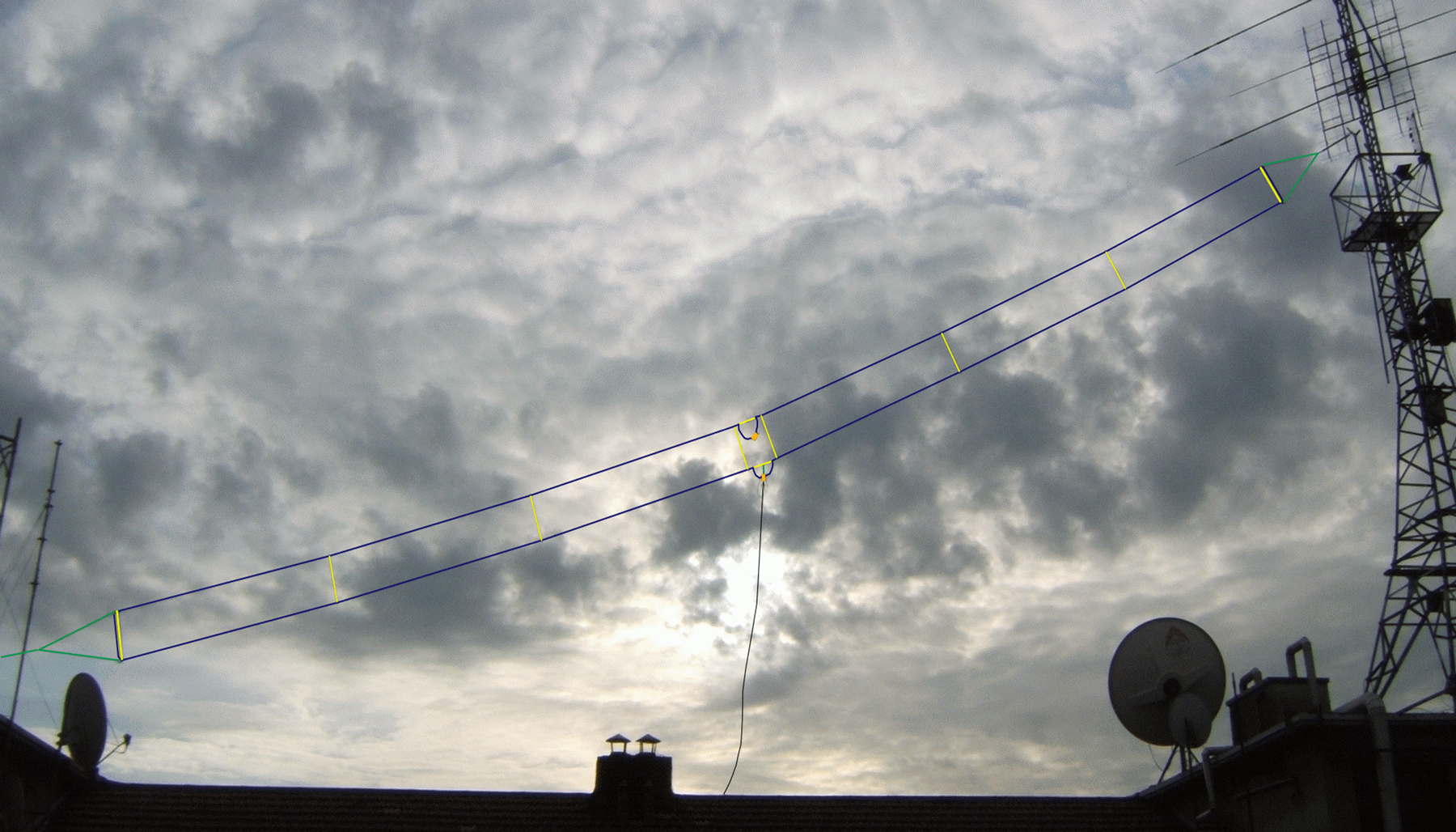
Antenne apériodique (W3HH) (T2FD)

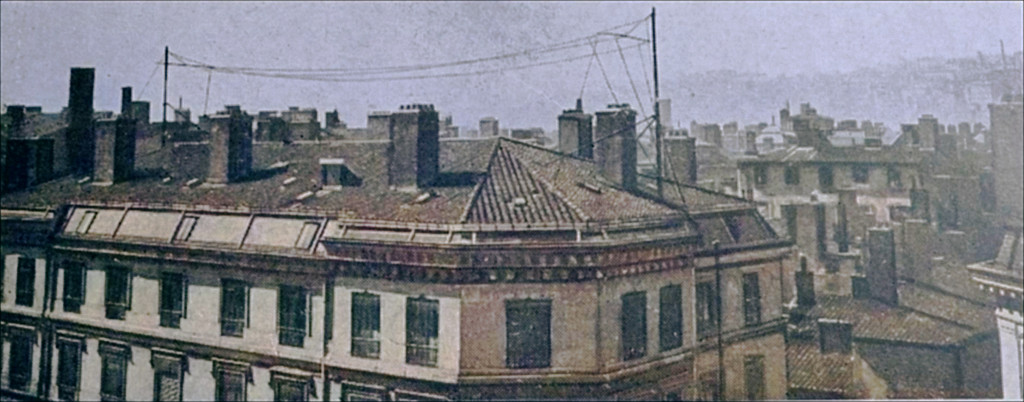
Antenne d'une station privé de TSF vers 1912.

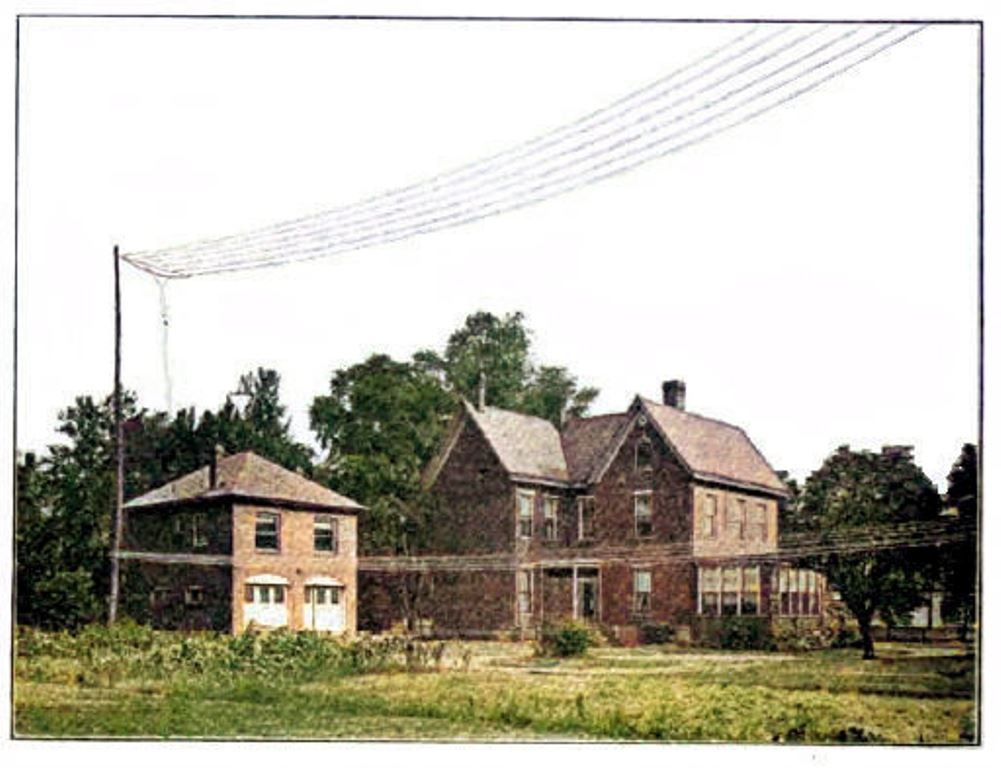
Antenne et contrepoids de la station radioamateur bande des 160 mètres en 1922.

Pour le rayonnement électromagnétique. Les antennes les plus utilisées sur cette bande:
- Antenne à capacité terminale
- Antenne fouet hélicoïdale
- Antenne fouet à bobine
- Antenne dipolaire ou dipôle
- l’antenne Conrad-Windom
- l’antenne Levy
- l’antenne Zeppelin
- l’antenne delta-loop horizontale.
- Antenne cadre
- l’antenne en "L"
- Antenne en T
- Antenne dipolaire en « V » inversé demi-onde
- l’antenne apériodique (W3HH) (T2FD)
- l’antenne long-fil
- l’antenne Beverage
- l’antenne NVIS
- Antenne fouet cerf-volant
- L'antenne radioélectrique pour être efficaces est longue d'une demi-onde (de plusieurs dizaines de mètres) peut être soutenue par un cerf-volant porte antenne de type stationnaire ou par un ballon porte antenne[15] pour la réception des ondes radioélectriques des basse fréquence et moyenne fréquence.

## La propagation sur la bande 160 M
La propagation sur 160 M se produit par deux mécanismes entièrement distincts et différents : 
- L'onde de sol.
- L'onde d’espace.

### Onde de sol

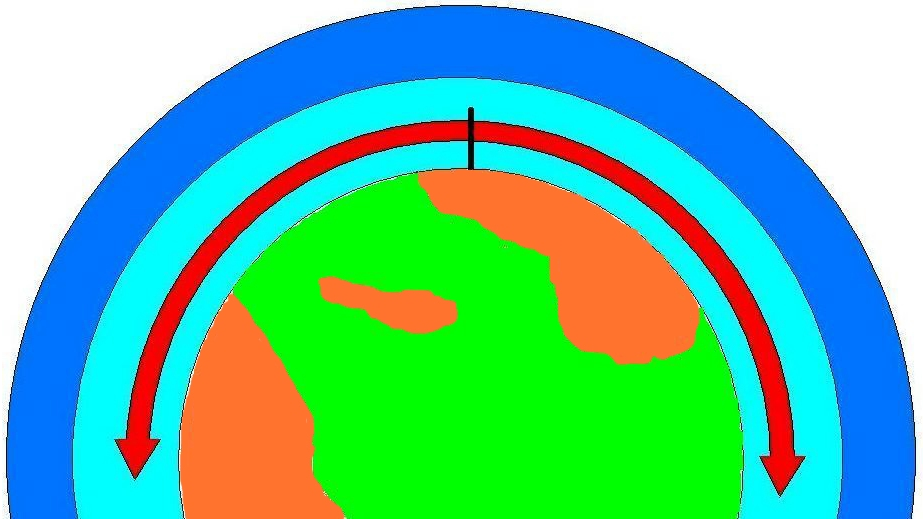
Propagation par l'onde de sol sur la surface de la Terre.

Les ondes de sol, comme le nom l’indique, voyagent à la surface de la Terre (entre le sol et la couche ionisée D de l’atmosphère). L'onde 160 M se propage régulièrement le jour et avec un renforcement la nuit.
L'atténuation de l’énergie de l’onde de sol est proportionnelle au carré de la distance, sans tenir compte de la courbure de la terre, sur une base kilomètres/watts exponentielle, provenant de l'établissement de l'équation de propagation à partir des équations de Maxwell.
Tableau des affaiblissements radio en dB en fonction de la distance:
| Distance entre l’émetteur et le récepteur | 1 km    | 10 km   | 100 km  | 1 000 km |
| ----------------------------------------- | ------- | ------- | ------- | -------- |
| Affaiblissement de l'onde radio en dB     | 37,5 dB | 57,5 dB | 77,5 dB | 97,5 dB  |

Portée de l'onde de sol en fonction de la puissance rayonnée sur la longueur d'onde de 160 mètres
| Puissance rayonnée | Portée de l'onde de sol |
| ------------------ | ----------------------- |
| 0,1 W              | 20 km                   |
| 1 W                | 30 km                   |
| 10 W               | 70 km                   |
| 100 W              | 150 km                  |
| 1 000 W            | 300 km                  |

### Onde d’espace

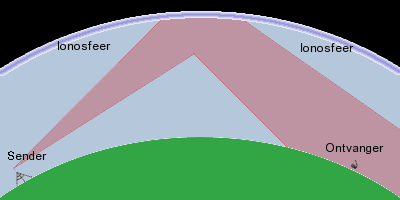
La propagation par onde réfléchie entre ciel et terre.

- Dans la journée, l’onde d’espace est totalement absorbée par l’ionosphère.
- De nuit, on rencontre en partant de l’émetteur une zone de réception par onde de sol, une zone de silence, une zone de réception indirecte, une zone de silence, une zone de réception indirecte, une zone de silence et ainsi de suite. L’énergie radiofréquence est réfléchie par les couches de l'ionosphère. Ces réflexions successives entre le sol et les couches de l'ionosphère permettent des liaisons radiotélégraphiques continentales nocturnes pour l’opérateur radio d’une station correctement équipé et informé.

### Onde de sol et Onde d’espace
- Dans la journée, l’onde d’espace du signal est totalement absorbée par la partie basse de l’ionosphère et une réception stable des stations s’établissent par onde de sol.
- Quand l’absorption de l’onde d’espace commence à disparaître aux environs du crépuscule, un taux significatif de l’onde d’espace commence à revenir sur la mer (ou le sol), loin de l’émetteur. Aux endroits où l'onde de sol et d’espace sont présentes c'est la zone de fading. L’interférence de ces deux signaux produit une distorsion et un fading sévère à la réception: instables en amplitude et en phase. Qui peut être régulier, irrégulier, lent, rapide, sélectif ou déformant.

### NVIS

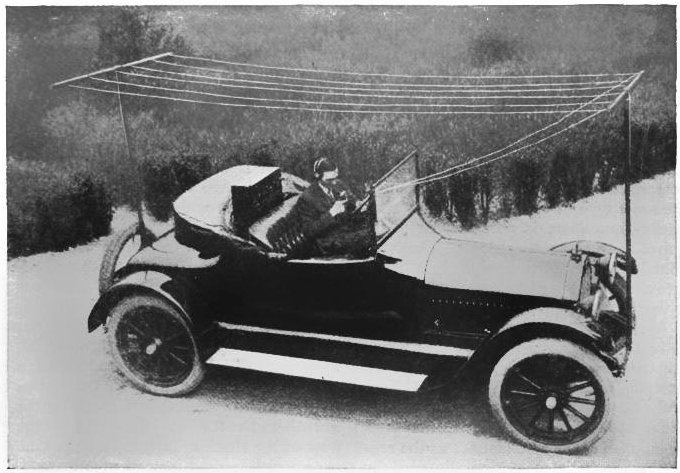
Antenne NVIS de radioamateur bande des 160 mètres sur une voiture en 1922.

- Le NVIS est utilisé de nuit pour établir un réseau radio dans la bande 160 M, en communications locales et régionale à l’intérieur d’une zone de 240 km environ autour de l'émetteur. Ce mode de propagation permet en zone de forts reliefs de remplacer un réseau VHF.
- Le concept vise à rayonner le maximum d'énergie verticalement, à une fréquence inférieure à la fréquence critique de réflexion de l'ionosphère, afin d'obtenir une réflexion maximale vers la zone à couvrir.
- Les radiocommunications en rayonnement NVIS ne présentent donc pas de distance de saut (sans zone de silence).

### La ligne grise

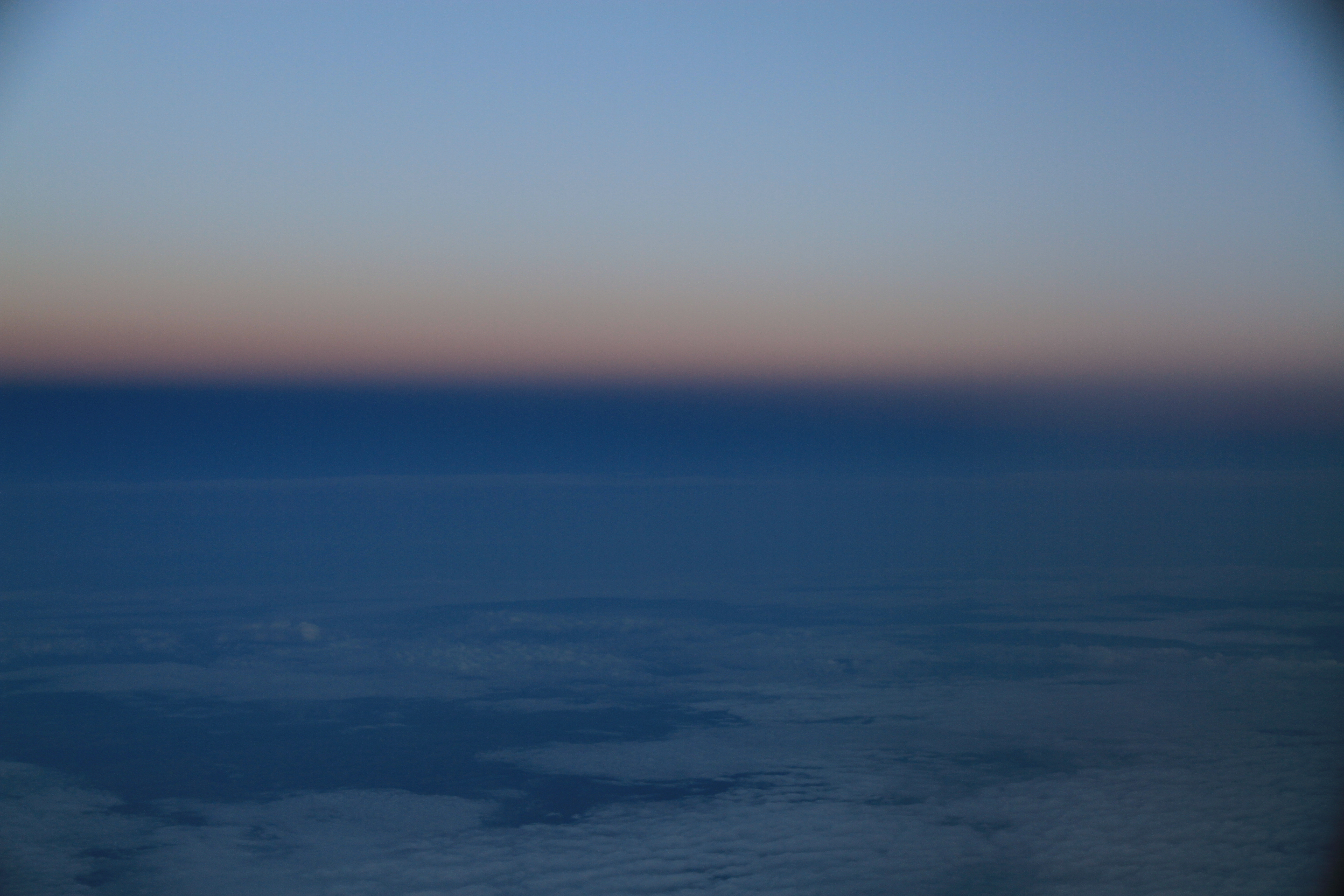
Ligne grise (ou Grey line).

- Le matin ou le soir quand la terre entre ou sort de la nuit, une zone entre le ciel bleu en jour et le ciel transparent de la nuit est appelé ligne grise ou Grey line en anglais, c'est le moment plus favorable pour les radiocommunications à longue distance. La ligne grise relie un pôle a l'autre et se modifie au gré des saisons modifiant du coup la propagation à longue distance de cette bande, cela pour une durée de 30 minutes.

Cliquer sur le lien et visualisez la ligne grise en temps réel

Pour obtenir la carte actualisée de la Terre.

## Système Fauchez

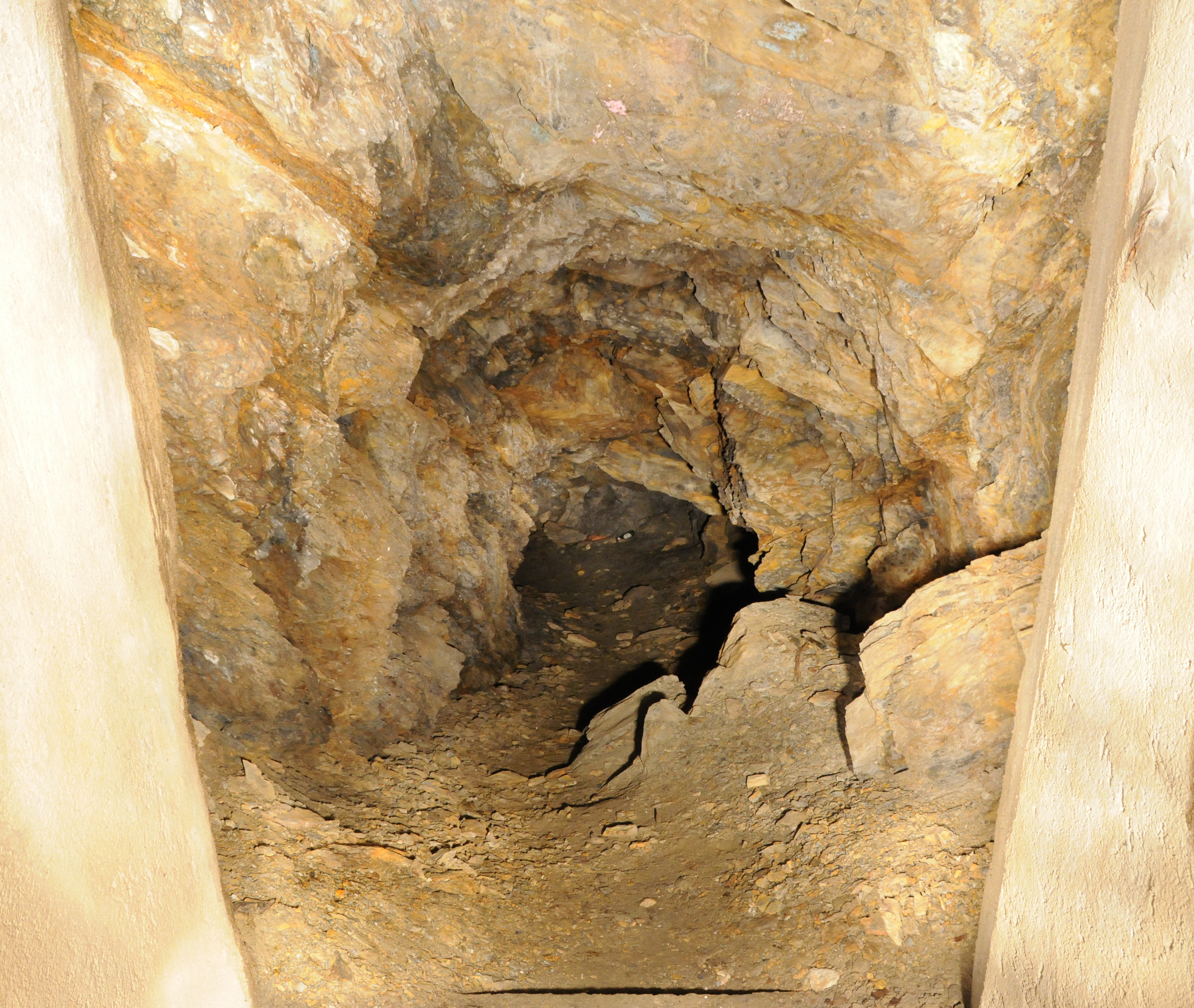
Cavité souterraine.

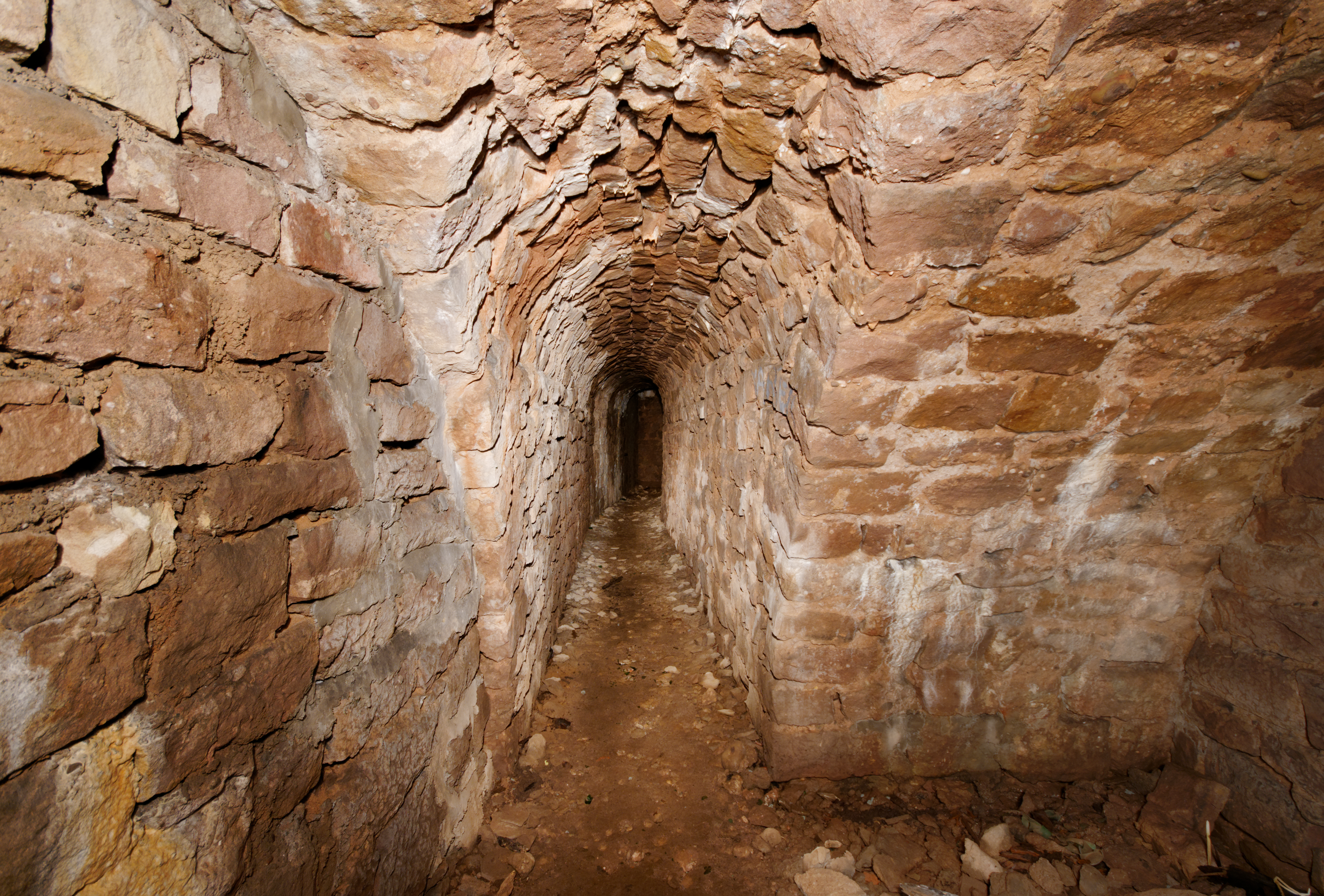
Cavité souterraine.

Le système Fauchez de Jean Jacques FAUCHEZ « F6IDE » est un système de transmission par le sol des radiocommunications en milieu souterrain, utilisé en spéléologie, en particulier pour les opérations de secours.
Le système Fauchez est un système émetteur/récepteur BLU super hétérodyne. Le courant électrique dans la bande radioamateur des 1,8 MHz est généré dans le sol par une antenne dipôle d'une longueur comprise entre de deux fois 30 mètres à deux fois 80 mètres isolé du sol. Le système Fauchez permet une liaison radio entre plusieurs postes à travers plusieurs centaines de mètres de roche calcaire. Il permet ainsi une grande simplification des opérations de secours spéléologiques en offrant un moyen de communication entre le sous-sol et la surface très simple à mettre en place.